# Planina Skradska
Planina Skradska – wieś w Chorwacji, w żupanii primorsko-gorskiej, w gminie Skrad. W 2011 roku liczyła 39 mieszkańców.